# Chmelištná
Chmelištná je malá vesnice, část městyse Nepomyšl v okrese Louny. Nachází se asi 3,5 km na severozápad od Nepomyšle. V roce 2021 zde trvale žilo 15 obyvatel.
Chmelištná je zároveň název katastrálního území o rozloze 3,11 km². Okolo severozápadního okraje vesnice protéká potok Leska.

## Historie
První písemná zmínka o vesnici pochází z roku 1455.

## Obyvatelstvo
Při sčítání lidu v roce 1921 zde žilo 111 obyvatel (z toho 53 mužů), z nichž bylo 108 Němců a tři cizinci. Až na jednoho evangelíka se hlásili k římskokatolické církvi. Podle sčítání lidu z roku 1930 měla vesnice 117 obyvatel: 113 Němců a čtyři cizince. Všichni byli římskými katolíky.
|                                                                        | 1869 | 1880 | 1890 | 1900 | 1910 | 1921 | 1930 | 1950 | 1961 | 1970 | 1980 | 1991 | 2001 | 2011 | 2021 |
| ---------------------------------------------------------------------- | ---- | ---- | ---- | ---- | ---- | ---- | ---- | ---- | ---- | ---- | ---- | ---- | ---- | ---- | ---- |
| Obyvatelé                                                              | 97   | 106  | 111  | 111  | 111  | 111  | 117  | 32   | 10   | 5    | 3    | 5    | 4    | 13   | 15   |
| Domy                                                                   | 15   | 17   | 17   | 20   | 18   | 19   | 20   | 10   | .    | 2    | 2    | 6    | 5    | 6    | 6    |
| Počet domů z roku 1961 je zahrnut v celkovém počtu domů obce Nepomyšl. |      |      |      |      |      |      |      |      |      |      |      |      |      |      |      |

## Pamětihodnosti
- Kaplička

## Galerie

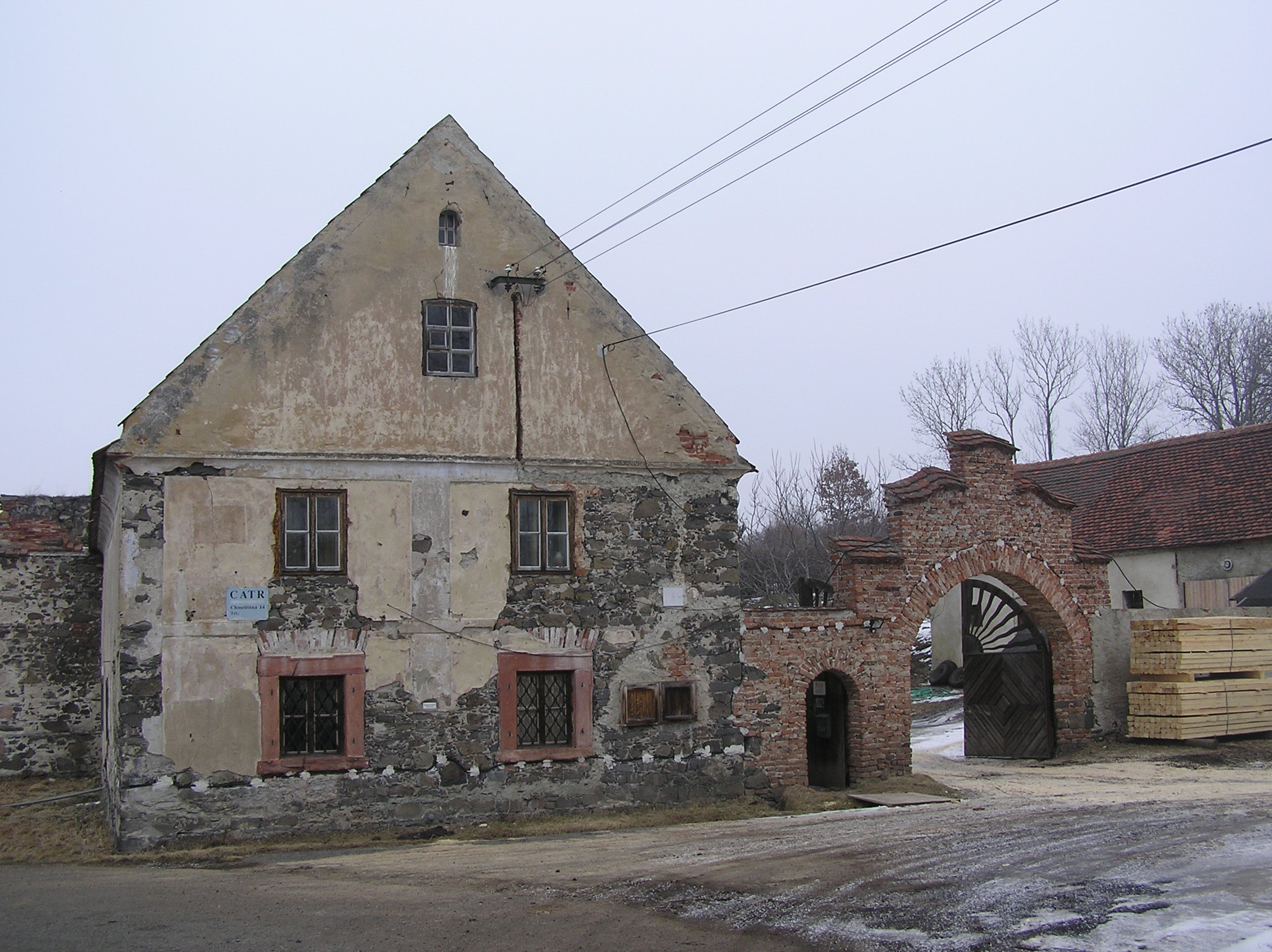
Statek na návsi
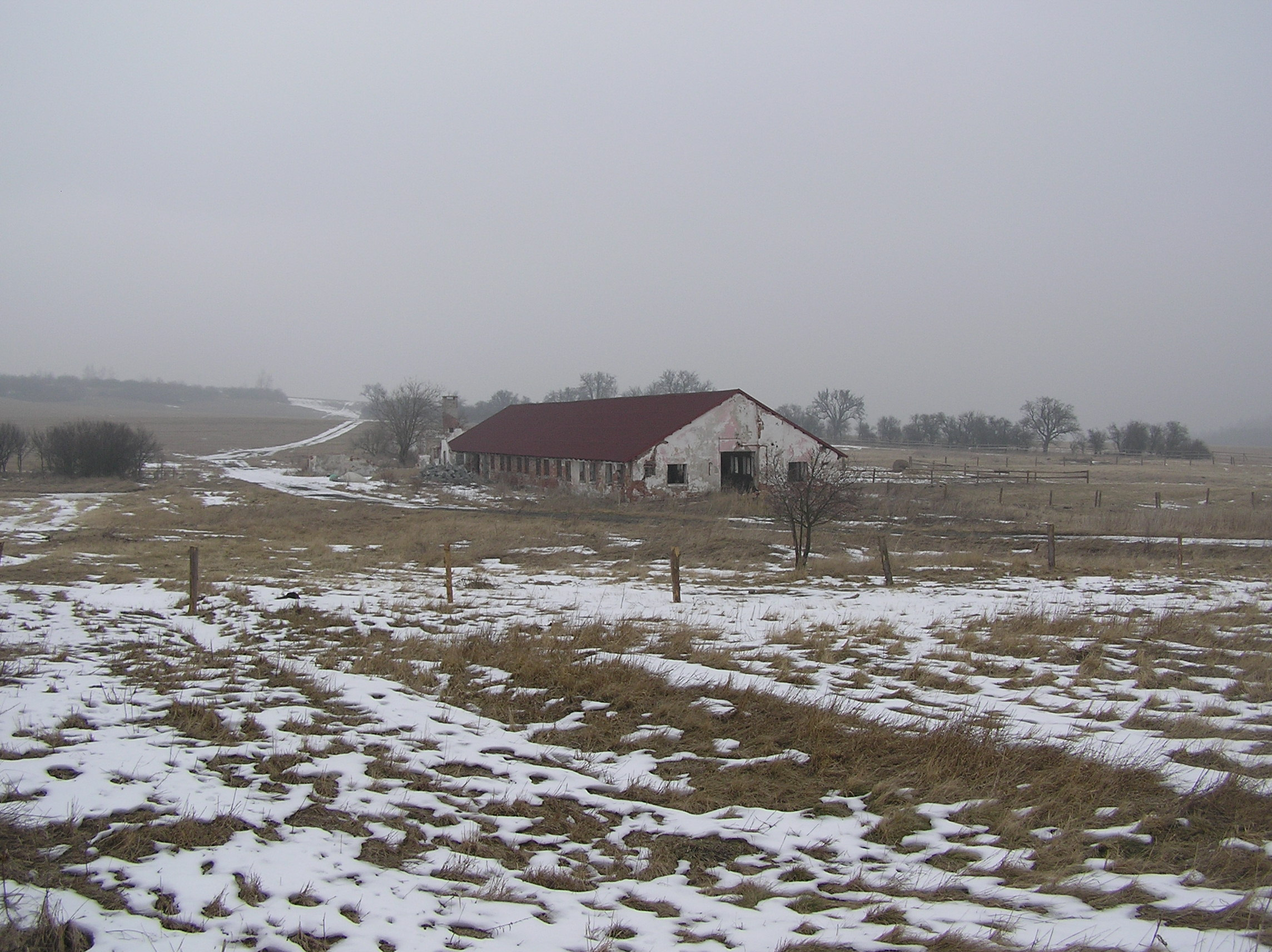
Bývalý ovčín mezi Chmelištnou a Nepomyšlí